# ناحیه دویل، میشیگان
ناحیه دویل (به انگلیسی: Doyle Township) یک منطقهٔ مسکونی در ایالات متحده آمریکا است که در شهرستان اسکولکرافت واقع شده‌است.
 ناحیه دویل  ۶۲۴ نفر جمعیت دارد و ۲۰۴ متر بالاتر از سطح دریا واقع شده‌است.